# Jean Hengen

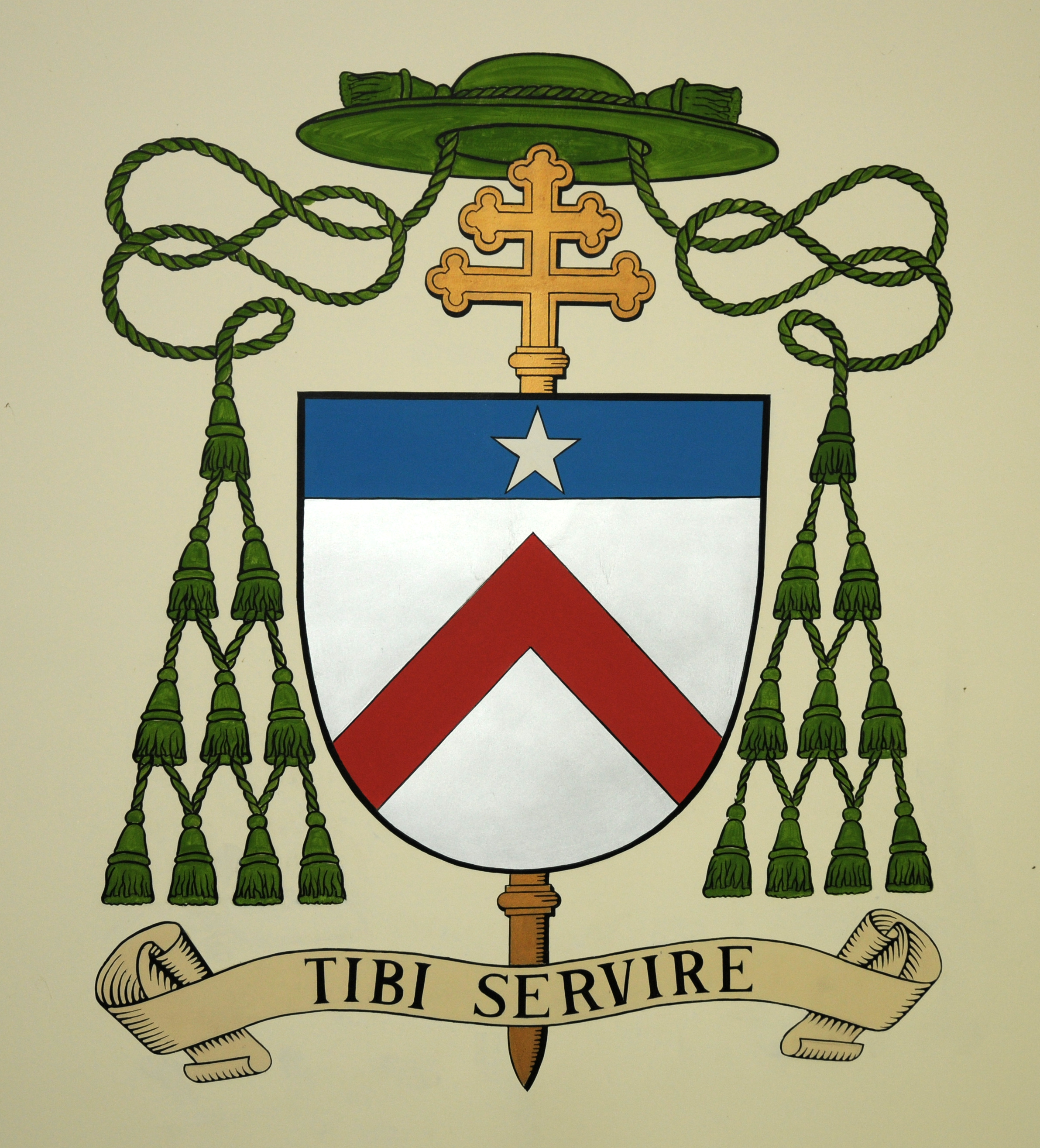
Jean Hengens Wappen als Erzbischof

Jean Hengen (* 23. November 1912 in Dudelange; † 29. Januar 2005 in Luxemburg-Stadt) war Bischof und der erste Erzbischof von Luxemburg.

## Leben

### Jugend
Jean Hengen wurde am 23. November 1912 in Dudelange als siebtes von acht Kindern zur Welt gebracht, wo er auch die Primärschule auf dem „Strutzbierg“ und die „Deich-Schule“ besuchte.
Nach den Gymnasialstudien und Oberkursen im Luxemburg-Stadt gelegenem Athenäum schrieb er sich 1939 in den Fächern Philosophie und Katholische Theologie an der Päpstlichen Universität Gregoriana in Rom ein. Anschließend studierte er Kirchenrecht.

### Priester
Am 27. Oktober 1940, in der Zeit des Zweiten Weltkriegs, empfing er in der römischen Kirche Il Gesù die Priesterweihe. Seine Primiz feierte er bei den Luxemburger Franziskanerinnen. Erst nach Kriegsende 1945 konnte der junge Geistliche seine erste heilige Messe in seiner Heimatpfarrei Dudelange feiern.
Nach seinem Doktorat in der Theologie wurde Hengen 1945 zum Vikar der Kathedrale und unter Bischof Joseph Philippe 1955 zum Generalvikar ernannt.
Von 1958 bis 1971 war er Vorsitzender des Aufsichtsrates der Imprimerie Saint Paul.

### Bischof
Papst Paul VI. ernannte Hengen im April 1967 zum Titularbischof von Calama und bestellte ihn zum Koadjutorbischof mit dem Recht der Nachfolge. Seine Bischofsweihe empfing er am 4. Juni 1967 durch Léon Lommel, Bischof von Luxemburg, Mitkonsekratoren waren der emeritierte Bischof von Oslo, Jacob Mangers, und Jean-Baptiste Musty, Weihbischof in Namur. Mit der Abdankung von Lommel am 12. Februar 1971 folgte Hengen diesem als sechster Bischof von Luxemburg nach. Sein Leitspruch lautete: Tibi servire („Dir dienen“).
Am 13. Mai 1972 eröffnete er die IV. Luxemburger Diözesansynode, die noch von seinem Vorgänger Léon Lommel einberufen worden war.
Als am Karfreitag 1985 der alte Glockenturm der Kathedrale brannte, rettete er selbst die Muttergottesstatue – ein luxemburgisches Symbol. Ebenfalls nahm er selbst die Planung des Wiederaufbaus in die Hand. In der Folge des Papstbesuches im gleichen Jahr verlieh Johannes Paul II. Hengen am 16. Mai 1985 den persönlichen Titel eines Erzbischofs. 1988 wurde Luxemburg zur Erzdiözese erhoben.
Hengen war auch Vorsitzender der deutschsprachigen Kommission für die Herausgabe liturgischer Bücher.

### Ruhestand
Das Episkopat von Jean Hengen endete mit der Bischofsweihe von Fernand Franck am 2. Februar 1991 zu seinem Nachfolger als Erzbischof von Luxemburg.
In seiner Amtszeit war es ihm sehr wichtig, seine Heimatstadt Dudelange nicht vor anderen Luxemburger Städten zu bevorzugen; so lehnte er die Bitte von Pfarrer Robert Sibenaler ab, die Oktave, Luxemburgs größte, ursprünglich achttägige Pilgerfahrt zur „Notre Dame de Luxembourg“, mit seiner Heimatpfarrei zusammen zu besuchen; erst nach seiner Amtszeit kam er dieser Bitte nach.
Am 29. Oktober 2000 feierte Hengen sein diamantenes Priesterjubiläum. Dudelange ehrte den Jubilar am 23. November 2002 zu seinem 90. Geburtstag; dies war die letzte Messe, der er als Bischof vorstand. Sein letzter öffentlicher Auftritt war jedoch der Oktav-Gottesdienst am 10. Mai 2004 zusammen mit den Pilgern aus Dudelange; an diesem nahm er nicht mehr im Ornat mit Mitra und Stab teil, sondern schlicht in Soutane und Rochett.
Am 29. Januar 2005 verstarb Alterzbischof Jean Hengen um 12.00 Uhr im Alter von 92 Jahren. Er wurde am 3. Februar 2005 in der Krypta in der Kathedrale von Luxemburg beigesetzt.
„Er war der Bischof der Herzen, volksnah, tolerant, schaffensfroh, glaubhaft. Nie hatte Luxemburg einen so weltoffenen Bischof …“ – so wurde er nach seinem Tod in vielen Luxemburger Zeitungen beschrieben. Hoch angerechnet wurde ihm seine Offenheit bei der Luxemburger Bevölkerung; so gab er einem immer das Gefühl, dass das Problem, das man mit ihm besprach, das Wichtigste sei; er scheute sich nicht davor, auch noch als Bischof das Beichtsakrament in Schulen abzunehmen; er grüßte freundlich und konnte sich stets erinnern, wo man ihm zuerst begegnet war – ein Wesenszug, der ihn auch bei Kindern und Jugendlichen beliebt machte.
Nach seinem Tod werden jedes Jahr nach der Oktave-Messe in Dudelange Blumen in der Krypta der Kathedrale niedergelegt, und es wird ein Salve Regina gesungen; so wird er jedes Jahr geehrt und ist auch noch in gewisser Art und Weise mit der Wallfahrt zur „Consolatrix Afflictorum“ verbunden.

## Auszeichnungen und Titel

### Kirchliche Ehren, Auszeichnungen und Titel
- Erzbischof von Luxemburg, 16. Mai 1985 (als persönlicher Titel durch Papst Johannes Paul II. verliehen)
- Ehrendomherr der Kathedrale von Luxemburg, 3. Juni 1955 (Titular-Domherr 14. August 1956)
- Päpstlicher Geheimkämmerer, 15. September 1956
- Ehrenprälat Seiner Heiligkeit, 22. Januar 1960
- Ehrendomherr der Kathedrale von Straßburg, 1975

### Akademische Auszeichnungen
- Dr. Theol. h. c. (Theologische Fakultät Trier), 2. Dezember 1982

### Nationale Auszeichnungen
- Ordre de la Couronne de Chêne (Großoffizier), 23. Juni 1981